# Жорнавські криниці
Жорна́вські крини́ці — гідрологічна пам'ятка природи місцевого значення. Розташована на південний захід від с. Каришків Барського району Вінницької області. Оголошена відповідно до Рішення Вінницького облвиконкому від 29.08.1984 р. № 371. 
Охороняються великодебітні джерела ґрунтової води, що мають велику водорегулюючу роль і дають початок річці Жорнавка.